# Jens Arne Svartedal
Jens Arne Svartedal (n. 14 februarie 1976, Comuna Sarpsborg, Østfold, Norvegia) este un schior de fond ce a reprezentat Norvegia, medaliat olimpic. A participat la 3 ediții ale Jocurilor Olimpice (2002, 2006, 2010) în care a câștigat o medalie de argint.